# Рикшино (Новосокольницький район)
Рикшино (рос. Рыкшино) — присілок в Новосокольницькому районі Псковської області Російської Федерації.
Населення становить 15 осіб. Входить до складу муніципального утворення Насвинська волость.

## Історія
Від 2015 року входить до складу муніципального утворення Насвинська волость.

## Населення
| 2001 | 2002 | 2010 |
| ---- | ---- | ---- |
| 34   | ↗37  | ↘15  |